# Scopula latitans
Scopula latitans là một loài bướm đêm trong họ Geometridae.